# Jagodina (obwód Smolan)
Jagodina (bułg. Ягодина) – wieś w południowej Bułgarii, w obwodzie Smolan, w gminie Borino.
Jagodina znajduje się w Rodopach.
Wieś została założona w V wieku p.n.e. Podczas panowania tureckiego miejscowość nosiła nazwę Bałaban. Miejscowość wzmiankowana była w osmańskich pismach z 1576 roku, gdzie wspomniano o powołaniach mieszkańców do służby panującego sułtana.
W 1635 roku wybudowano we wsi meczet.